# The X Factor (Reino Unido - Temporada 12)
 The X Factor  é uma competição musical da televisão britânica que procura descobrir um novo talento nesse segmento. A décima segunda temporada estreou na ITV em 29 de agosto de 2015. Dermot O´Leary, apresentador do programa nas suas últimas oito temporadas, anunciou sua saída em março de 2015 e foi substituído por Caroline Flack e Olly Murs, ambos já haviam co-apresentado o spin-off The Xtra Factor na ITV2. Sarah-Jane Crawford, que substituiu Caroline e Matt Richardson como apresentadora do The Xtra Factor na décima temporada do show, também deixou a atração e foi substituída por Rochelle Humes e Melvin Odoom. Louis Walsh, o único jurado que permanecia no programa desde sua estreia em 2004, desistiu de seu lugar na bancada  e foi substituído pelo DJ da BBC Radio 1, Nick Grimshaw. Mel B, jurada na temporada passada, foi substituída por Rita Ora. Simon Cowell e Cheryl Fernandez-Versini retornaram como jurados, sendo essa a nona temporada de Simon no show e quinta temporada de Cheryl.

## Jurados e apresentadores
Em março de 2015 foi confirmado o retorno de Simon Cowell como jurado da décima segunda temporada do programa, sendo essa sua nona participação no show. Em abril do mesmo ano, Louis Walsh manifestou seu desejo em desistir do programa e voltar para a gestão e, que pensaria seriamente em seu retorno na nova temporada. Ele declarou, ainda, que não imaginava quem Simon pretendia trazer para compor a bancada de jurados. Em 14 de maio de 2015, Louis confirmou sua saída do show após participar das onze primeiras temporadas do programa. Em 16 de junho, Cheryl Fernandez-Versini teve o retorno para sua quinta participação no programa confirmado juntamente com os novos jurados: Rita Ora que foi jurada convidada na nona temporada do The Voice UK e Nick Grimshaw, DJ da BBC Radio 1, substitutos de Louis Walsh e Mel B que deixaram a bancada na temporada anterior. Os novos juízes foram recebidos com negatividade generalizada por parte de toda a mídia social e da imprensa, especialmente em relação à nomeação de Grimshaw.
Em relação à apresentação, Dermont O´Leary declarou, em 27 de março de 2015, que estava deixando o programa, após apresentar oito temporadas, para dar seguimento a outros projetos profissionais. Em 16 de abril, a ITV confirmou que Olly Murs, antigo participante do reality, e Caroline Flack assumiriam a apresentação da décima segunda temporada, sendo esta a primeira vez que o programa teria um casal como apresentadores. Ambos já haviam trabalhado juntos como apresentadores do spin off The Xtra Factor.
Novos apresentadores para o spin off foram confirmados em 18 de junho de 2015: Rochelle Humes, cantora do grupo britânico The Saturdays e Melvin Odoom DJ da Kiss FM.

## Processo de seleção

### Eligibilidade
A idade mínima para participação aumentou novamente para 16 anos, após ter sido reduzida para 14 na temporada anterior.

### Audições

#### Audições móveis
Além das audições com os produtores, houve uma equipe de audições móveis que cruzou o Reino Unido e Irlanda entre os meses de março e abril. As audições ocorreram entre 30 de março e 23 de maio de 2015 e visitaram as cidades de Aberdeen, Skegness, Bradford, Huddersfield, Dundee, Sheffield, Peterborough, Northampton, Stirling, Cambridge, Middlesbrough, Nottingham, Scarborough, Norwich, Leicester, Ipswich, Coventry, Iorque, Hull, Oxford, Chelmsford, Berkshire, Hertfordshire, Southend-on-Sea, Belfast, Bangor, Southampton, Ilha de Man, Swansea, Blackpool, Bournemouth, Carlisle, Brighton, Truro, Ilha de Wight, Wigan, Plymouth, Broadstairs, Margate, Stoke-on-Trent, Exeter, Essex e Yeovil.

#### Audições abertas
As audições com os produtores começaram em 8 de abril na cidade de Dublin e se encerraram em 7 de junho em Londres.
| Cidades    | Data das audições        | Local das audições      |
| ---------- | ------------------------ | ----------------------- |
| Dublin     | 8 e 9 de abril de 2015   | Estádio Croke Park      |
| Newcastle  | 11 e 12 de abril de 2015 | Estádio St. James' Park |
| Leeds      | 16 e 17 de abril de 2015 | Estádio Elland Road     |
| Birmingham | 18 e 19 de abril de 205  | Estádio St Andrew's     |
| Glasgow    | 23 e 24 de abril de 2015 | Estádio Ibrox Stadium   |
| Liverpool  | 26 e 27 de abril de 2015 | ACC Liverpool           |
| Cardiff    | 29 e 30 de abril de 205  | Mercure Holland House   |
| Manchester | 10 de maio de 2015       | EventCity               |
| Londres    | 7 de junho de 2015       | Arena Wembley           |

#### Audições com jurados
Nessa temporada os jurados visitaram apenas duas cidades no tour de audições: Manchester (EventCity) e Londres (The SSE Arena). As audições em salas fechadas, sem a presença do público, foram descartadas neste ano e, em seu lugar, retornaram as audições com público.  As audições foram originalmente planejadas para começarem em Manchester no dia 6 de julho, entretanto, devido à morte da mãe de Simon Cowell no dia 5 de julho, os dois primeiros dias das audições foram remarcados para ocorrerem no dia 8 de julho. Devido a isso, um novo dia de audições foi marcado para o dia 9 de julho, todavia, essa programação de última hora inviabilizou a participação de Rita Ora e Caroline Flack nas gravações que não puderam desmarcar compromissos agendados previamente. Assim, a banca foi composta por apenas três jurados e Olly Murs assumiu sozinho a apresentação. O primeiro dia das audições em Londres estava programado para ser gravado em 14 de julho, mas foi cancelado devido ao luto mencionado acima.
Outras gravações do tour de audições com os jurados também tiveram abstenções. Nas gravações do dia 15 de julho, Caroline Flack esteve ausente para gravar, na Espanha, a final do programa Love Island. Nick Grimshaw teve que ausentar-se durante as sessões de audição realizadas à tarde nos dias 15, 16, 17, 19 e 20 de julho devido ao tempo excessivo de gravações que estava realizando. O contrato de Nick o obrigava a ter certa quantidade de descanso entre o término das filmagens e estar presente na BBC Radio 1 na manhã seguinte. As filmagens do dia 20 de julho foram atrasadas após Cheryl Fernandez-Versini sofrer uma pequena queimadura em seu pé após pisar em um alisador de cabelos. Simon ausentou-se na primeira sessão do dia 17 de julho, pois estava doente. Rita Ora ausentou-se novamente no dia 22 de julho, devido a show previamente agendado na Itália.
Vários candidatos que participaram de temporadas anteriores retornaram para uma nova chance. Entre eles, destacam-se, Havva Rebke que chegou à fase de treinamento na temporada 9; Monica Michael que foi controversamente foi eliminada durante o desafio das seis cadeiras na temporada 11 e, Rumour Has It que, na temporada 11, avançou até a fase da casa dos jurados como um grupo de garotas, ainda sem nome, criado pelos jurados.
| Cidade     | Data(s)                  | Local das audições     | Jurado ausente             |
| ---------- | ------------------------ | ---------------------- | -------------------------- |
| Manchester | 8 e 9 de julho de 2015   | EventCity              | Rita Ora (9 de julho)      |
| Londres    | 15 a 17 de julho de 2015 | The SSE Arena, Wembley | Simon Cowell (17 de julho) |
| Londres    | 19 e 23 de julho de 2015 | The SSE Arena, Wembley | Rita Ora (23 de julho)     |

### Treinamento (Bootcamp)
A fase de treinamentos ocorreu entre os dias 27 e 31 de julho e foi filmada no The Grove Hotel, em Watford. O primeiro desafio do treinamento foi a apresentação de grupos com cinco candidatos, formados pela mistura de, ao menos, três categorias em cada grupo e que deveria escolher uma canção de uma lista disponibilizada pela produção. Os jurados decidiam imediatamente após cada apresentação quais dos 180 candidatos passariam para o próximo desafio e quais seriam imediatamente eliminados. Para o segundo desafio do treinamento, os 93 candidatos que passaram da primeira fase deviam fazer uma apresentação solo para os jurados, que poderiam realizar ou não uma pequena avaliação para o candidato. Ao final deste desafio, após a apresentação de todos, os jurados decidiram quem seguiria na competição e quem seria eliminado. Nick Grimshaw esteve ausente do segundo dia do desafio devido seus compromissos com a BBC Radio 1, embora tenha ajudado parcialmente Simon, Cheryl e Rita com suas decisões por meio de um link de vídeo do Skype. Sessenta e quatro candidatos foram aprovados no segundo desafio e seguiram para a próxima etapa da competição: o desafio das seis cadeiras. Posteriormente, foi noticiado que o padrão das audições estava tão alto que mesmo candidatos que conquistaram "sim" de todos os jurados nas primeiras audições não tiveram, necessariamente, um lugar garantido no treinamento.
Pela primeira vez na história do X Factor, os telespectadores votaram via hashtags no Twitter para determinar qual jurado seria alocado em cada uma das quatro categorias do programa. Os jurados e o público ficaram sabendo do resultado durante o desafio das seis cadeiras.  Simon Cowell foi o mentor dos Acima de 27, Cheryl Fernandez-Versini ficou com os Grupos, Nick Grimshaw com os Garotos e para Rita Ora ficou designado a orientação do grupo das Garotas.
A fase de treinamento foi ao ar em dois episódios apresentados nos dias 20 e 27 de setembro.

### Desafio das Seis Cadeiras
O desafio das seis cadeiras foi gravado entre os dias 1 e 2 de setembro na The SSE Arena, Wembley e apresentado na TV nos dias 4, 11 e 18 de outubro. Sessenta e quatro candidatos classificaram-se para o desafio, sendo 16 na categoria Garotas, 16 na categoria Garotos, 17 na Acima de 27 e 15 para os Grupos. No começo desta etapa, antes das apresentações começarem, os jurados descobriram qual categoria cada um iria orientar. O público escolheu as Garotas para Rita Ora, Nick Grimshaw ficou com os Garotos, Simon Cowell com os Acima de 25 e Cheryl Fernandez-Versini ficou com os Grupos.
O candidato Tom Bleasby que havia conquistado uma cadeira e avançado para a próxima fase desistiu do programa no dia 12 de outubro alegando motivos pessoais. No dia 15 de outubro, foi anunciado que Mason Noise substituiria Tom na fase seguinte da competição: a casa dos jurados.
Em 20 de outubro, foi revelado que todos os grupos aprovados para a próxima fase teriam que mudar de nomes por razões de direitos autoriais. Os novos nomes revelados foram 4th Impact (anteriormente, 4th Power), Alien Uncovered (anteriormente, Alien), BEKLN Mile (anteriormente, BEKLN), Melody Stone (anteriormente, Silver Tone), New King Order (anteriormente, The First Kings) e Reggie ´n Bollie (anteriormente, Menn on Point).

### Casa dos jurados
Em 1º de outubro foram revelados os jurados convidados que auxiliariam os titulares nesta fase da competição. Meghan Trainor auxiliou Rita Ora em Los Angeles, Jess Glynne se juntou à Cheryl na cidade de Roma, Mark Ronson ajudou Nick Grimshaw em Cotswolds e, Simon Cowell foi assistido por Louis Tomlinson no Vale do Loire, França.
| Jurado                   | Categoria   | Localidade            | Mentor convidado | Participantes eliminados                            |
| ------------------------ | ----------- | --------------------- | ---------------- | --------------------------------------------------- |
| Simon Cowell             | Acima de 27 | Vale do Loire, França | Louis Tomlinson  | Ebru Ellis, Jennifer Phillips, Kerrie-Anne Phillips |
| Cheryl Fernandez-Versini | Grupos      | Roma                  | Jess Glynne      | BEKLN Mile, Melody Stone, New Kings Order           |
| Nick Grimshaw            | Garotos     | Cotswolds             | Mark Ronson      | Ben Clark, Josh Daniel, Simon Lynch                 |
| Rita Ora                 | Garotas     | Los Angeles           | Meghan Trainor   | Monica Michael, Chloe Paige, Havva Rebke            |

Apesar de ter sido eliminada nesta fase, Monica Michael retornou para os shows ao vivo como coringa do grupo das Garotas.

## Finalistas
Legenda:
     – Vencedor
     – Segundo colocado
     – Terceiro colocado
| Categoria   | Mentor(a)                | Candidatos     | Candidatos    | Candidatos        | Candidatos     |
| ----------- | ------------------------ | -------------- | ------------- | ----------------- | -------------- |
| Garotos     | Nick Grimshaw            | Ché Chesterman | Mason Noise   | Seann Miley Moore |                |
| Garotas     | Rita Ora                 | Kiera Weathers | Lauren Murray | Louisa Johnson    | Monica Michael |
| Acima de 27 | Simon Cowell             | Anton Stephans | Bupsi         | Max Stone         |                |
| Grupos      | Cheryl Fernandez-Versini | 4th Impact     | Alien         | Reggie 'N' Bollie |                |

## Shows ao vivo
Essa temporada contou apenas com sete shows ao vivo, ao invés dos dez shows tradicionais; pois a ITV estava contratualmente obrigada a transmitir, em outubro, todos os jogos da Copa Mundial de Rugby dos países constituintes do Reino Unido, alguns que ocorreram no mesmo horário do programa nas noites de sábado. Várias possibilidades de adequação foram cogitadas, entre elas a realização de um show maior nas noites de domingo, nos finais de semana que ocorressem jogos da Copa Mundial ou a redução do número de semanas da fase dos shows ao vivo, iniciando-a apenas após o término dos jogos. Logo, confirmou-se que a segunda opção foi escolhida e a fase de treinamento (bootcamp) foi transmitida concomitantemente com a Copa Mundial de Rugby e os shows ao vivo começaram em 31 de outubro e tiveram seguimento até 13 de dezembro, sendo transmitidos todas as os sábados e domingos à noite. Devido ao início tardio e à omissão de três semanas de shows ao vivo, além da introdução de um candidato coringa, todos os primeiros quatro shows apresentaram dupla eliminação. Os shows de apresentação dos competidores ocorreram aos sábados e a revelação dos resultados foi transmitida aos domingos.

### Artistas convidados
A fase de shows ao vivo contou com a presença de vários artistas convidados, a maioria se apresentou durante os programas de domingo, entretanto alguns tiveram participação nas noites de sábados, entrando no palco após a apresentação regular dos competidores. O vencedor da décima-primeira temporada do X Factor, Ben Haenow, apresentou na primeira noite de shows ao vivo, em 31 de outubro; enquanto que as vencedoras da oitava temporada, Little Mix e Ellie Goulding apresentaram-se na noite seguinte, em 1º de novembro, durante a revelação dos resultados da primeira semana. Fleur East, segunda colocada da 11ª temporada, e CeeLo Green se apresentaram no programa de revelação dos votos, em 8 de novembro. Jess Glynne e os finalistas da sétima temporada, One Direction, foram as atrações da terceira semana.
A quarta semana do programa contou com uma apresentação da banda Rudimental juntamente com Ed Sheeran durante os shows de sábado à noite, enquanto que Nathan Sykes e Olly Murs se apresentaram em 22 de novembro, no programa de revelação dos resultados daquela semana. Em 29 de novembro, durante a revelação de votos da quinta semana, se apresentaram Carrie Underwood e a dupla Sigma juntamente com Rita Ora; enquanto que, em 6 de dezembro, durante a semifinal apresentaram-se Jason Derulo e Sia.
Por fim, no primeiro programa da final ao vivo, transmitido em 12 de dezembro, apresentaram-se duetos de Leona Lewis com Ben Haenow e do grupo Little Mix com Fleur East, além da apresentação de Rod Stewart. No último programa da temporada, em 13 de dezembro, apresentaram-se One Direction, Coldplay e Adele.

### Resumo dos resultados
Legenda de cores
| – | Participante esteve entre os dois/três menos votados e teve que se apresentar novamente para tentar permanecer na competição |
| – | Participante esteve entre os três menos votados, mas recebeu o menor percentual de votos e foi imediatamente eliminado       |
| – | Participante recebeu o menor percentual de votos e foi imediatamente eliminado (sem chance para uma última apresentação)     |
| – | Participante recebeu a maioria dos votos                                                                                     |

| Louisa Johnson                 | 1º 15,9%                             | 1º 15,3%                              | 1º 16,4%                            | 2º 21,5%                            | 3º 21,1%                        | 1º 31,5%                           | 1º 44,5%                                                                               | Vencedor 53,9%                                                                         |  |  |  |
| Reggie 'n' Bollie              | 7º 7,4%                              | 2º 13,0%                              | 5º 13,0%                            | 1º 21,6%                            | 2º 22,1%                        | 2º 27,0%                           | 2º 35,2%                                                                               | 2º Colocado 38,9%                                                                      |  |  |  |
| Ché Chesterman                 | 5º 8,7%                              | 3º 12,5%                              | 3º 14,0%                            | 5º 12,8%                            | 1º 22,2%                        | 3º 20,9%                           | 3º 20,3%                                                                               | Eliminado (semana 7)                                                                   |  |  |  |
| Lauren Murray                  | 6º 8,4%                              | 4º 11,2%                              | 2º 14,1%                            | 3º 14,8%                            | 4º 18,4%                        | 4º 20,6%                           | Eliminado (semana 6)                                                                   | Eliminado (semana 6)                                                                   |  |  |  |
| 4th Impact                     | 2º 11,2%                             | 5º 9,0%                               | 4º 13,2%                            | 4º 13,8%                            | 5º 16,2%                        | Eliminado (semana 5)               | Eliminado (semana 5)                                                                   | Eliminado (semana 5)                                                                   |  |  |  |
| Anton Stephans                 | 3º 10,7%                             | 7º 7,5%                               | 7º 8,0%                             | 6º 12,3%                            | Eliminado (semana 4)            | Eliminado (semana 4)               | Eliminado (semana 4)                                                                   | Eliminado (semana 4)                                                                   |  |  |  |
| Mason Noise                    | 9º 6,1%                              | 9º 6,1%                               | 6º 9,8%                             | 7º 3,2%                             | Eliminado (semana 4)            | Eliminado (semana 4)               | Eliminado (semana 4)                                                                   | Eliminado (semana 4)                                                                   |  |  |  |
| Monica Michael                 | 4º 9,1%                              | 8º 6,3%                               | 8º 6,1%                             | Eliminado (semana 3)                | Eliminado (semana 3)            | Eliminado (semana 3)               | Eliminado (semana 3)                                                                   | Eliminado (semana 3)                                                                   |  |  |  |
| Max Stone                      | 10º 5,8%                             | 6º 8,5%                               | 9º 5,4%                             | Eliminado (semana 3)                | Eliminado (semana 3)            | Eliminado (semana 3)               | Eliminado (semana 3)                                                                   | Eliminado (semana 3)                                                                   |  |  |  |
| Seann Miley Moore              | 8º 7,3%                              | 10º 5,5%                              | Eliminado (semana 2)                | Eliminado (semana 2)                | Eliminado (semana 2)            | Eliminado (semana 2)               | Eliminado (semana 2)                                                                   | Eliminado (semana 2)                                                                   |  |  |  |
| Kiera Weathers                 | 12º 3,4%                             | 11º 5,1%                              | Eliminado (semana 2)                | Eliminado (semana 2)                | Eliminado (semana 2)            | Eliminado (semana 2)               | Eliminado (semana 2)                                                                   | Eliminado (semana 2)                                                                   |  |  |  |
| Alien Uncovered                | 11º 4,8%                             | Eliminado (semana 1)                  | Eliminado (semana 1)                | Eliminado (semana 1)                | Eliminado (semana 1)            | Eliminado (semana 1)               | Eliminado (semana 1)                                                                   | Eliminado (semana 1)                                                                   |  |  |  |
| Bupsi                          | 13º 1,2%                             | Eliminado (semana 1)                  | Eliminado (semana 1)                | Eliminado (semana 1)                | Eliminado (semana 1)            | Eliminado (semana 1)               | Eliminado (semana 1)                                                                   | Eliminado (semana 1)                                                                   |  |  |  |
|                                |                                      |                                       |                                     |                                     |                                 |                                    |                                                                                        |                                                                                        |  |  |  |
| Duelo                          | Alien Uncovered vs Kiera Weathers    | Sean Miley Moore vs Mason Noise       | Monica Michael vs Anton Stephans    | Ché Chesterman vs Anton Stephans    | 4th Impact vs Lauren Murray     | Ché Chesterman vs Lauren Murray    | Sem duelo ou votos dos jurados: os resultados foram baseados apenas no voto do público | Sem duelo ou votos dos jurados: os resultados foram baseados apenas no voto do público |  |  |  |
| Voto de Nick para eliminar     | Alien Uncovered                      | Sean M. Moore                         | Monica Michael                      | Anton Stephans                      | 4th Impact                      | Lauren Murray                      | Sem duelo ou votos dos jurados: os resultados foram baseados apenas no voto do público | Sem duelo ou votos dos jurados: os resultados foram baseados apenas no voto do público |  |  |  |
| Voto de Rita Ora para eliminar | Alien Uncovered                      | Sean M. Moore                         | Anton Stephans                      | Anton Stephans                      | 4th Impact                      | Ché Chesterman                     | Sem duelo ou votos dos jurados: os resultados foram baseados apenas no voto do público | Sem duelo ou votos dos jurados: os resultados foram baseados apenas no voto do público |  |  |  |
| Voto de Cheryl para eliminar   | Kiera Weathers                       | Mason Noise                           | Anton Stephans                      | Anton Stephans                      | Lauren Murray                   | Lauren Murray                      | Sem duelo ou votos dos jurados: os resultados foram baseados apenas no voto do público | Sem duelo ou votos dos jurados: os resultados foram baseados apenas no voto do público |  |  |  |
| Voto de Simon para eliminar    | Alien Uncovered                      | Mason Noise                           | Monica Michael                      | Ché Chesterman                      | Lauren Murray                   | Ché Chesterman                     | Sem duelo ou votos dos jurados: os resultados foram baseados apenas no voto do público | Sem duelo ou votos dos jurados: os resultados foram baseados apenas no voto do público |  |  |  |
| Eliminado                      | Bupsi 1,2% para salvar               | Kiera Weathers 5,1% para salvar       | Max Stone 5,4% para salvar          | Mason Noise 3,2% para salvar        | 4th Impact 2 de 4 votos Impasse | Lauren Murray 2 de 4 votos Impasse | Ché Chesterman 20,3% para vencer                                                       | Reggie 'n' Bollie 38,9% para vencer                                                    |  |  |  |
| Eliminado                      | Alien Uncovered 3 de 4 votos Maioria | Sean Miley Moore 2 de 4 votos Impasse | Monica Michael 2 de 4 votos Impasse | Anton Stephans 3 de 4 votos Maioria | 4th Impact 2 de 4 votos Impasse | Lauren Murray 2 de 4 votos Impasse | Ché Chesterman 20,3% para vencer                                                       | Reggie 'n' Bollie 38,9% para vencer                                                    |  |  |  |
| Referência(s)                  | [ 48 ]                               | [ 49 ]                                | [ 50 ]                              | [ 51 ] [ 52 ]                       | [ 53 ]                          | [ 54 ]                             | [ 55 ] [ 56 ]                                                                          | [ 57 ]                                                                                 |  |  |  |

### Detalhes dos shows ao vivo

#### Semana 1 (31 de Outubro/1 de Novembro)
- Tema: Esse(a) sou eu
- Apresentação dos finalistas: Perfect[37]
- Artistas convidados:
  - Sábado: Ben Haenow (Second Hand Heart)[36]
  - Domingo: Little Mix (Love Me Like You/Black Magic) e Ellie Goulding (On My Mind)[36][37]

Os resultados desta semana apresentaram dupla eliminação. Os três candidatos menos votados pelo público foram revelados e, o que teve o menor percentual de votos, foi automaticamente eliminado. Os dois competidores remanescentes se apresentaram mais uma vez disputando o voto dos jurados.
| Candidato         | Ordem | Canção                                                 | Resultado                |
| ----------------- | ----- | ------------------------------------------------------ | ------------------------ |
| Lauren Murray     | 1     | "I'm Every Woman"                                      | Salvo                    |
| Max Stone         | 2     | "Someone Like You"                                     | Salvo                    |
| Alien Uncovered   | 3     | "Do It Like a Dude"                                    | Entre os 3 menos votados |
| Kiera Weathers    | 4     | "Crying for No Reason"                                 | Entre os 3 menos votados |
| Anton Stephans    | 5     | "Dance with My Father"                                 | Salvo                    |
| Ché Chesterman    | 6     | "Tears Dry on Their Own/Ain't No Mountain High Enough" | Salvo                    |
| Mason Noise       | 7     | "Sorry"                                                | Salvo                    |
| Reggie 'n Bollie  | 8     | "It Wasn't Me"                                         | Salvo                    |
| Louisa Johnson    | 9     | "God Only Knows"                                       | Salvo                    |
| Bupsi             | 10    | "You're a Wonderful One"                               | Eliminado                |
| 4th Impact        | 11    | "Problem"                                              | Salvo                    |
| Monica Michael    | 12    | "Make It Rain"                                         | Salvo                    |
| Seann Miley Moore | 13    | "Life on Mars?"                                        | Salvo                    |
| Detalhes do duelo |       |                                                        |                          |
| Alien Uncovered   | 1     | "Pressure (Pt. 1)"                                     | Eliminado                |
| Kiera Weathers    | 2     | "Everybody Hurts"                                      | Salvo                    |

Votos dos jurados para eliminar
- Cheryl: votou em Kiera Weathers – votou a favor do seu candidato, Alien Uncovered.
- Rita: votou em Alien Uncovered – alegou que Kiera tinha mais para mostrar, claramente, votando a favor do seu candidato, Kiera Weathers.
- Nick: votou em Alien Uncovered – baseou seu voto na apresentação do duelo.
- Simon: votou em Alien Uncovered – baseou seu voto na apresentação do duelo.

#### Semana 2 (7/8 de Novembro)
- Tema: Reinvenção (pegar uma canção clássica ou popular e reinventá-la)
- Apresentação dos finalistas: Fix You
- Artistas convidados: Fleur East (Sax) e Cee Lo Green (Heart Blanche)[38]

Os resultados desta semana apresentaram dupla eliminação. Os três candidatos menos votados pelo público foram revelados e, o que teve o menor percentual de votos, foi automaticamente eliminado. Os dois competidores remanescentes se apresentaram mais uma vez disputando o voto dos jurados.
| Candidato         | Ordem | Canção                                       | Resultado                |
| ----------------- | ----- | -------------------------------------------- | ------------------------ |
| 4th Impact        | 1     | "Sound of the Underground/The Clapping Song" | Salvo                    |
| Mason Noise       | 2     | "Teardrops"                                  | Entre os 3 menos votados |
| Anton Stephans    | 3     | "All About That Bass/Bang Bang"              | Salvo                    |
| Kiera Weathers    | 4     | "Return of the Mack"                         | Eliminado                |
| Ché Chesterman    | 5     | "You Can't Hurry Love"                       | Salvo                    |
| Louisa Johnson    | 6     | "Billie Jean"                                | Salvo                    |
| Seann Miley Moore | 7     | "California Dreamin'"                        | Entre os 3 menos votados |
| Monica Michael    | 8     | "Crazy in Love"                              | Salvo                    |
| Max Stone         | 9     | "Over the Rainbow/What a Wonderful World"    | Salvo                    |
| Reggie 'n Bollie  | 10    | "What Makes You Beautiful/Cheerleader"       | Salvo                    |
| Lauren Murray     | 11    | "Hold Back the River"                        | Salvo                    |
| Detalhes do duelo |       |                                              |                          |
| Mason Noise       | 1     | "End of the Road"                            | Salvo                    |
| Seann Miley Moore | 2     | "A Song for You"                             | Eliminado                |

Votos dos jurados para eliminar
- Simon: votou em Mason Noise – baseou seu voto na apresentação do duelo.
- Cheryl: votou em Mason Noise – baseou seu voto na apresentação do duelo.
- Rita: votou em Seann Miley Moore – apontou que, apesar, de Seann ter se saído melhor no duelo, Mason sobreviveu a todos os obstáculos da competição e tinha muito mais para apresentar.
- Nick: votou em Seann Miley Moore – não poderia eliminar nenhum dos seus dois candidatos e decidiu empatar a votação para o resultado ser decidido a partir da votação do público.

Com os candidatos no duelo de eliminação recebendo dois votos cada, foi anunciado o impasse e a votação do público foi utilizada para desempate. Seann Miley Moore foi eliminado por ser o candidato com menor número de votos.

#### Semana 3 (14/15 de Novembro)
- Tema: Canções de filmes[60]
- Apresentação dos finalistas: Flashdance... What a Feeling[60]
- Artistas convidados: Jess Glynne (Take Me Home)[39] e One Direction (Perfect)[40]

Como sinal de respeito aos ataques em Paris, foi comunicado que Lauren Murray e Monica Michaels mudariam suas apresentações. Lauren cantaria Licence to Kill e Monica apresentaria Bang Bang (My Baby Shot Me Down).
No começo do programa de apresentação dos resultados, foi anunciado que os candidatos que fossem aprovados e permanecessem na competição estariam no The X Factor Live Tour 2016. (Posteriormente, Seann Miley Moore ganhou um lugar na turnê, mesmo tendo sido eliminado na segunda semana).
Os resultados desta semana apresentaram dupla eliminação. Os três candidatos menos votados pelo público foram revelados e, o que teve o menor percentual de votos, foi automaticamente eliminado. Os dois competidores remanescentes se apresentaram mais uma vez disputando o voto dos jurados.
| Candidato         | Ordem | Canção                                      | Filme                                      | Resultado                |
| ----------------- | ----- | ------------------------------------------- | ------------------------------------------ | ------------------------ |
| Mason Noise       | 1     | "Men in Black"                              | MIB - Homens de Preto/Homens de Negro      | Salvo                    |
| Max Stone         | 2     | "Secret Garden"                             | Jerry Maguire                              | Eliminado                |
| Louisa Johnson    | 3     | "Everybody's Free (To Feel Good)"           | Romeu + Julieta                            | Salvo                    |
| Monica Michael    | 4     | "What is Love"                              | Empire                                     | Entre os 3 menos votados |
| Reggie 'n Bollie  | 5     | "My Heart Will Go On/Who Let the Dogs Out?" | Titanic/Rugrats: Os Anjinhos em Paris      | Salvo                    |
| Anton Stephans    | 6     | "I Have Nothing"                            | O Guarda-Costas                            | Entre os 3 menos votados |
| 4th Impact        | 7     | "Work It Out"                               | Austin Powers em o Homem do Membro de Ouro | Salvo                    |
| Lauren Murray     | 8     | "One Last Time"                             | N/A                                        | Salvo                    |
| Ché Chesterman    | 9     | "When a Man Loves a Woman"                  | Quando Um Homem Ama Uma Mulher             | Salvo                    |
| Detalhes do duelo |       |                                             |                                            |                          |
| Monica Michael    | 1     | "Broken-Hearted Girl"                       | "Broken-Hearted Girl"                      | Eliminado                |
| Anton Stephans    | 2     | "If You Don't Know Me by Now"               | "If You Don't Know Me by Now"              | Salvo                    |

Votos dos jurados para eliminar
- Nick: votou em Monica Michael – baseou seu voto na apresentação do duelo.
- Rita: votou em Anton Stephans – votou a favor do seu candidato, Monica Michael.
- Cheryl: votou em Anton Stephans – alegou que Monica tinha mais a mostrar na competição.
- Simon: votou em Monica Michael – votou a favor do seu candidato, Anton Stephans; mas declarou estar em conflito, pois ele havia ajudado a escolher Monica como o candidato coringa desta temporada.

Com os candidatos no duelo de eliminação recebendo dois votos cada, foi anunciado o impasse e a votação do público foi utilizada para desempate. Monica Michael foi eliminado por ser o candidato com menor número de votos.

#### Semana 4 (21/22 de Novembro)
- Tema: Amor e Decepções
- Apresentação dos finalistas: "We Found Love"
- Artistas convidados:
  - Sábado: Rudimental apresentando Ed Sheeran ("Lay It All on Me")[41][42]
  - Domingo: Nathan Sykes ("Over and Over Again") e Olly Murs ("Kiss Me")[41][42]

Essa semana apresentou dupla eliminação. A primeira ocorreu na noite de sábado, quando o candidato com menor número de votos foi imediatamente eliminado. Após essa eliminação a votação foi reaberta e os dois candidatos com menor número de votos se enfrentariam em um duelo no programa de domingo.
| Candidato         | Ordem | Canção                               | Resultado                |
| ----------------- | ----- | ------------------------------------ | ------------------------ |
| Ché Chesterman    | 1     | "Yesterday"                          | Entre os 2 menos votados |
| Anton Stephans    | 2     | "One Sweet Day"                      | Entre os 2 menos votados |
| 4th Impact        | 3     | "Ain't No Other Man"                 | Salvo                    |
| Lauren Murray     | 4     | "We Belong Together"                 | Salvo                    |
| Maison Noise      | 5     | "Jealous"                            | Eliminado                |
| Louisa Johnson    | 6     | "Let It Go"                          | Salvo                    |
| Reggie 'n' Bollie | 7     | "Shut Up and Dance"/"Dangerous Love" | Salvo                    |
| Detalhes do duelo |       |                                      |                          |
| Ché Chesterman    | 1     | "If I Ain't Got You"                 | Salvo                    |
| Anton Stephans    | 2     | "I Can't Make You Love Me"           | Eliminado                |

Votos dos jurados para eliminar
- Nick: votou em Anton Stephans  – votou a favor do seu candidato, Ché Chesterman.
- Simon: votou em Ché Chesterman – votou a favor do seu candidato, Anton Stephans.
- Rita: votou em Anton Stephans  – baseou seu voto na apresentação do duelo.
- Cheryl: votou em Anton Stephans  – baseou seu voto na apresentação do duelo.

#### Semana 5 (28/29 de Novembro)
- Tema: Jukebox e Escolha do Mentor
- Apresentação dos finalistas: "Earth Song"
- Artistas convidados: Carrie Underwood (Heartbeat); Sigma e Rita Ora (Coming Home)[43]

Essa semana apresentou a primeira eliminação única da temporada. Cada finalista apresentou duas canções essa semana; uma escolhida pelos mentores e outra pelo público. O público votou pelo Twitter usando hashtags e escolheu uma entre três canções que o candidato poderia apresentar. A votação início no final do programa de resultados da quarta semana e foi finalizada à meia-noite do mesmo dia.
| Candidato         | Opções de músicas                | Resultado         |
| Ché Chesterman    |                                  |                   |
| ----------------- | -------------------------------- | ----------------- |
| Ché Chesterman    | "Hello"                          | Escolhida         |
| Ché Chesterman    | "Jealous Guy"                    | Não foi escolhida |
| Ché Chesterman    | "Runnin' (Lose It All)"          | Não foi escolhida |
| 4th Impact        | "Only Girl (In the World)"       | Não foi escolhida |
| 4th Impact        | "I'll Be There"                  | Escolhida         |
| 4th Impact        | "Hollaback Girl"                 | Não foi escolhida |
| Louisa Johnson    | "It's a Man's Man's Man's World" | Não foi escolhida |
| Louisa Johnson    | "Jealous"                        | Não foi escolhida |
| Louisa Johnson    | "Love Yourself"                  | Escolhida         |
| Lauren Murray     | "You Don't Own Me"               | Não foi escolhida |
| Lauren Murray     | "Best of My Love"                | Não foi escolhida |
| Lauren Murray     | "Firestone"                      | Escolhida         |
| Reggie 'n' Bollie | "Dynamite"                       | Não foi escolhida |
| Reggie 'n' Bollie | "Locked Away"                    | Não foi escolhida |
| Reggie 'n' Bollie | "Watch Me (Whip/Nae Nae)"        | Escolhida         |

| Candidato         | Ordem | Primeira Canção (escolha do público) | Ordem                                | Segunda Canção (escolha do mentor)   | Resultado                |
| ----------------- | ----- | ------------------------------------ | ------------------------------------ | ------------------------------------ | ------------------------ |
| Louisa Johnson    | 1     | "Love Yourself"                      | 10                                   | "Jealous"                            | Salvo                    |
| 4th Impact        | 2     | "I'll Be There"                      | 6                                    | "Fancy"/"Rich Girl"                  | Entre os 2 menos votados |
| Reggie 'n' Bollie | 3     | "Watch Me (Whip/Nae Nae)"            | 9                                    | "Dynamite"                           | Salvo                    |
| Lauren Murray     | 4     | "Firestone"                          | 8                                    | "You Don't Own Me"                   | Entre os 2 menos votados |
| Ché Chesterman    | 5     | "Hello"                              | 7                                    | "Try a Little Tenderness"            | Salvo                    |
| Detalhes do duelo |       |                                      |                                      |                                      |                          |
| 4th Impact        | 1     | "And I Am Telling You I'm Not Going" | "And I Am Telling You I'm Not Going" | "And I Am Telling You I'm Not Going" | Eliminado                |
| Lauren Murray     | 2     | "Vision of Love"                     | "Vision of Love"                     | "Vision of Love"                     | Salvo                    |

Votos dos jurados para eliminar
- Rita: votou em 4th Impact  – alegou que Lauren tinha mais chance na carreira musical, efetivamente votando a favor de seu candidato, Lauren Murray.
- Cheryl: votou em Lauren Murray - votou a favor do seu candidato, 4th Impact.
- Nick: votou em 4th Impact - baseou seu voto na apresentação do duelo.
- Simon: votou em Lauren Murray - não justificou seu votou apesar de ter elogiado as duas apresentações.

Com os candidatos no duelo de eliminação recebendo dois votos cada, foi anunciado o impasse e a votação do público foi utilizada para desempate. 4th Impact foi eliminado por ser o candidato com menor número de votos.

#### Semana 6 (Semifinal) (5/6 de Dezembro)
- Tema: Canções que me levarão à final
- Mentor convidado: Lionel Ritchie
- Apresentação dos finalistas: "Happy"
- Artistas convidados: Jason Derulo ("Want to Want Me") e Sia ("Alive")[44]

| Candidato         | Ordem | Primeira Canção              | Ordem                        | Segunda Canção                        | Resultado                |
| ----------------- | ----- | ---------------------------- | ---------------------------- | ------------------------------------- | ------------------------ |
| Reggie 'n' Bollie | 1     | "Locked Away"                | 8                            | "I Gotta Feeling"/"I Like to Move It" | Salvo                    |
| Lauren Murray     | 2     | "Take Me Home"               | 7                            | "Runnin' (Lose It All)"               | Entre os 2 menos votados |
| Ché Chesterman    | 3     | "Would I Lie to You?"        | 5                            | "Love is a Losing Game"               | Entre os 2 menos votados |
| Louisa Johnson    | 4     | "The Power of Love"          | 6                            | "It's a Man's Man's Man's World"      | Salvo                    |
| Detalhes do duelo |       |                              |                              |                                       |                          |
| Lauren Murray     | 1     | "Fight Song"                 | "Fight Song"                 | "Fight Song"                          | Eliminado                |
| Ché Chesterman    | 2     | "Bridge over Troubled Water" | "Bridge over Troubled Water" | "Bridge over Troubled Water"          | Salvo                    |

Votos dos jurados para eliminar
- Nick: votou em Lauren Murray - votou a favor do seu candidato, Ché Chesterman.
- Rita: votou em Ché Chesterman  - votou a favor do seu candidato, Lauren Murray.
- Cheryl: votou em Lauren Murray - alegou que estava preocupada se Lauren aguentaria a pressão da final.
- Simon: votou em Ché Chesterman - alegou que estava indeciso e não saberia quem escolher, por isso levaria a votação a um impasse para o público decidir.

Com os candidatos no duelo de eliminação recebendo dois votos cada, foi anunciado o impasse e a votação do público foi utilizada para desempate. Lauren Murray foi eliminado por ser o candidato com menor número de votos.

#### Semana 7 (Final) (12/13 de Dezembro)
12 de Dezembro (Sábado)
- Temas: Sem tema e duetos com celebridades
- Artistas convidados: Ben Haenow e Leona Lewis ("Slamming Doors"/"Run");[45] Fleur East e Little Mix ("Black Magic"/"Sax");[46] Rod Stewart ("Please")
- Mariah Carey apareceu no começo do programa por meio de uma vídeo transmissão para dar alguns conselhos aos finalistas.

| Candidato         | Ordem | Nova Canção                           | Ordem | Dueto                                                                                | Resultado |
| ----------------- | ----- | ------------------------------------- | ----- | ------------------------------------------------------------------------------------ | --------- |
| Ché Chesterman    | 1     | "Valerie"                             | 4     | "The First Cut Is the Deepest" (com Rod Stewart)                                     | Eliminado |
| Reggie 'n' Bollie | 2     | "Spice Up Your Life"/"Boom Boom Boom" | 5     | "Dangerous Love"/"Re-Rewind (The Crowd Say Bo Selecta)" (com Fuse ODG e Craig David) | Salvo     |
| Louisa Johnson    | 3     | "I Believe I Can Fly"                 | 6     | "And I Am Telling You I'm Not Going" (com Rita Ora)                                  | Salvo     |

- Cada candidato apresentou uma canção individual quando foram apresentados nos começo do programa. Ché Chesterman apresentou "In the Air Tonight", Louisa Johnson apresentou "Fighter" e Reggie 'n' Bollie apresentaram "Jump"; entretanto essas não foram consideradas suas primeiras apresentações da noite.

Ché Chesterman recebeu o menor número de votos do público e foi automaticamente eliminado.
13 de Dezembro (Domingo)
- Temas: Apresentação favorita (apresentada como “música da temporada”) e canção do vencedor
- Apresentação dos finalistas: "Downtown"/"Downtown" (todos os finalistas exceto Mason Noise)
- Artistas convidados: Coldplay  ("Adventure of a Lifetime"); One Direction ("Infinity"/"History"); Adele ("Hello")[47]
- Após a apresentação de "Infinity" do One Direction, foi mostrado um vídeo no qual várias celebridades mandavam mensagens de boa sorte para o grupo, entre elas Simon Cowell, James Cordon, Robbie Williams, Wayne Rooney, Danny DeVito, Jack Whitehall, Little Mix, 5 Seconds of Summer e David Beckham.
- Will Ferrell apareceu em um vídeo durante o programa para falar um pouco sobre a história do The X Factor.

| Candidato         | Ordem | Música da Temporada                                          | Ordem | Canção do Vencedor | Resultado        |
| ----------------- | ----- | ------------------------------------------------------------ | ----- | ------------------ | ---------------- |
| Reggie 'n' Bollie | 1     | "What Makes You Beautiful"/"Cheerleader"/"I Like to Move It" | 3     | "Forever Young"    | Segundo Colocado |
| Louisa Johnson    | 2     | "It's a Man's Man's Man's World"                             | 4     | "Forever Young"    | Vencedora        |

## Controvérsias

#### Treinamento
Foi noticiado que, antes do início das gravações da fase de treinamento, alguns candidatos que haviam sido aprovados nas audições, recebendo três ou quatro "sins" dos jurados, receberam e-mails dos produtores do show comunicando que eles não participariam desta etapa. A mensagem explicava que, devido ao alto padrão das audições deste ano, um número maior de candidatos foi aprovado, ultrapassando o número limitado de vagas que a fase estabelecia. Um candidato que recebeu a mensagem e, portando foi cortado da competição mesmo tendo sido aprovado nas audições, declarou: "I feel X Factor needs to be shamed for this shocking incident. They are playing with people's lives." ("E acho que o X Factor deve se envergonhar por esse incidente chocante. Ele estão brincando com a vida das pessoas.") (tradução literal).

#### Monica Michael
Monica Michael publicou um pedido de desculpas, pois após ser eliminada do programa na semana 3, pareceu simular uma arma com a mão e gritar "bang, bang, bang". Os telespectadores consideraram o gesto "imprudente" e "ofensivo", uma vez que os atentados de novembro de 2015 em Paris haviam acontecido recentemente. Posteriormente, Monica publicou uma declaração no Twitter pedindo desculpas e explicando que reconhecia o gesto como insensível e impensado.

#### Caroline Flack e Olly Murs
Os apresentadores Caroline Flack e Olly Murs receberam várias críticas no decorrer da temporada. A ausência de Caroline em várias audições causou confusão e a falta de química com Olly foi apontada e criticada, forçando uma fonte da produção a declarar que as chefias estava cientes das críticas apontadas sobre a falta de entrosamento entre Caroline e Olly e que, nos próximos programas, esperavam acrescentar ainda mais energia e diversão. Também foi apontado que os compromissos de Caroline haviam sido discutidos previamente. Um porta-voz declarou que Olly e Caroline têm sido grandes adições ao programa e que estão contentes com o trabalho deles até o momento, além disso, já vislumbram os dois como estrelas do palco durante os shows ao vivo.
Entretanto, apesar da previsão otimista dos produtores, quando os shows ao vivo começaram, a nova dupla de apresentadores não foi bem recebida pelo público. Os telespectadores chamaram a dupla de "desajeitada", reclamaram das pausas longas, da falta de entusiamos e pediam o retorno de Dermot O´Leary, tanto que a hashtag "#bringbackdermot" (tragam Dermot de volta em tradução literal) apareceu no Twitter.